# Günther Reichsgraf Finck von Finckenstein

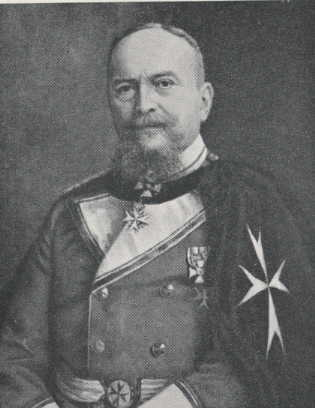
Günther Graf Finck von Finckenstein als Rechtsritter des Johanniterordens

Günther Rudolf Karl Heinrich Wilhelm Graf Finck von Finckenstein (* 30. Januar 1852 in Reitwein; † 26. Mai 1923 ebenda) war Deichhauptmann im Oderbruch (1888–1918).

## Leben

### Herkunft

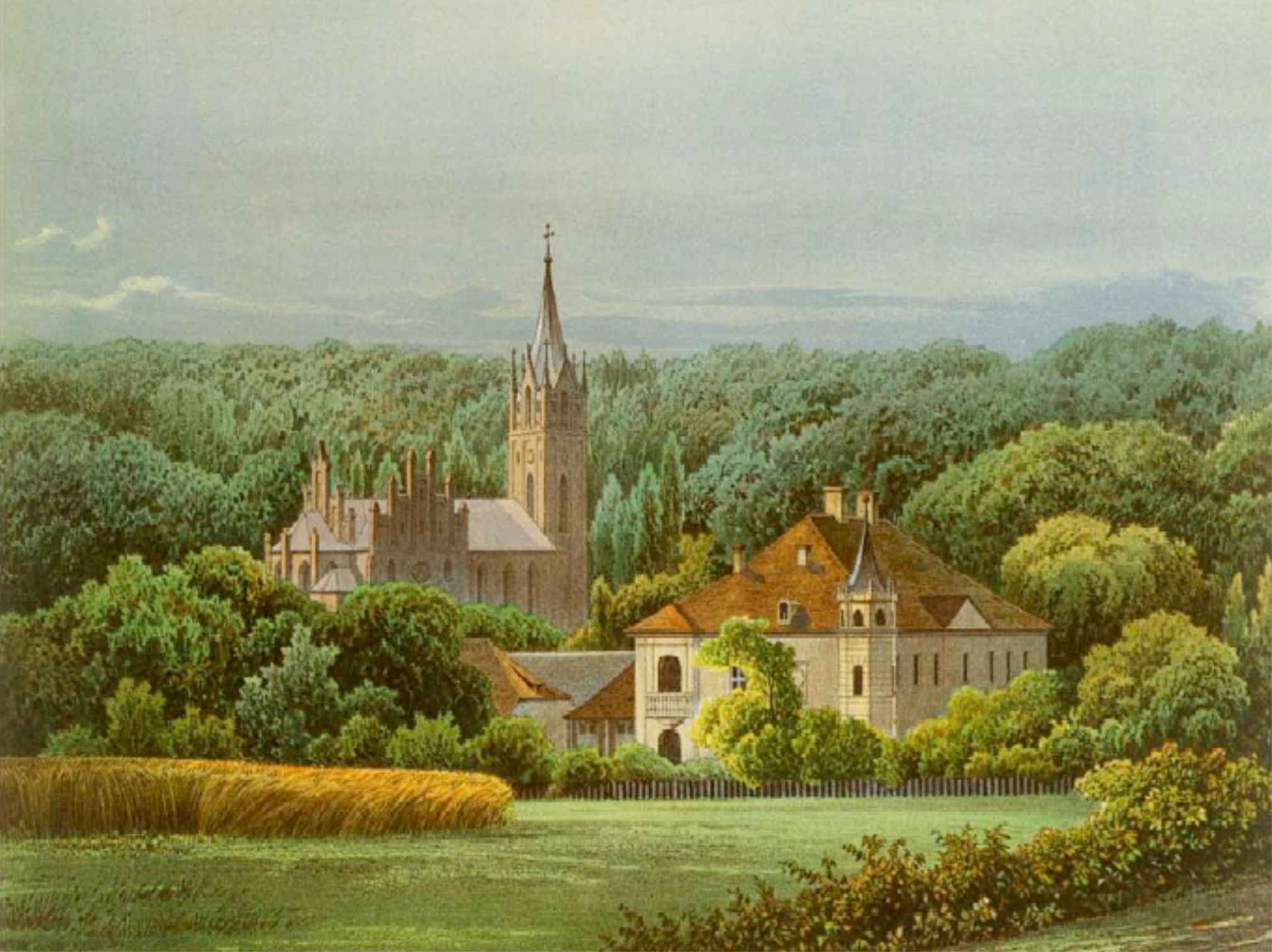
Reitwein, Ansicht von Schloss und Kirche im dritten Viertel des 19. Jahrhunderts. Sammlung nach Alexander Duncker.

Seine Eltern waren der Premierleutnant im 1. Garde-Regiment zu Fuß der Preußischen Armee Graf Rudolf Finck von Finckenstein (* 3.1.1813; † 19.5.1886) und dessen zweite Ehefrau Elise von Roeder (* 4.7.1824, † 3.1.1864); die erste Ehe mit Erdmuthe von Burgsdorff (1816–1849), Erbin von Schloss und des Gutes Reitwein, war kinderlos geblieben. Sein Vater Rudolf war ein  Enkel des Regierungspräsidenten Friedrich Ludwig Karl Finck von Finckenstein und schon kurz nach seiner Heirat im Jahr 1841 nahm er seinen Abschied  und widmete sich seinen Besitzungen. Er richtete zum Beispiel einen Kindergarten und ein Altenheim in Reitwein ein und ließ von 1856 bis 1858 eine neue Ortskirche nach Plänen vom Berliner Architekten Friedrich August Stüler bauen. Bereits 1885 erbte Günther Graf von Finckenstein von seiner Schwiegermutter das Gut Triebusch in Schlesien.
Günther Graf von Finckenstein wurde am 22. Oktober 1888 zum Deichhauptmann des Oderbruchs gewählt. Am 1. Oktober 1918 legte er sein Amt nieder. Finckenstein machte sich verdient um den Hochwassermeldedienst an der Oder. Im Jahre 1894 regte er die Herstellung einer Fernsprechleitung auf dem Deich von Frankfurt (Oder) (Wasserbauamt) bis Schwedt/Oder (Strommeistergehöft) zur Verbindung sämtlicher Strom- und Deichbeamten an. Die Telefonleitung hatte bei einer Länge von 138 Kilometern 22 Sprechstellen und war mit 30.000 Mark Herstellungskosten veranschlagt. Nach dem Ersten Weltkrieg musste die Kupferleitung wegen der vielen Diebstähle durch Eisendraht ersetzt werden. Die Direktverbindung aller Außendienststellen mit der Deichverwaltung wurde erst 1934 aufgegeben, als das öffentliche Fernsprechnetz genutzt werden konnte.
Sein Grab befindet sich auf dem Reitweiner Ortsfriedhof in der Grabstätte der Familie Finck von Finckenstein.
Finckenstein war seit 1873 Mitglied des Corps Borussia Bonn. Er trat 1892 dem Johanniterorden bei und wurde 1902 Rechtsritter. Außerdem wurden ihm für seine Verdienste der Rote Adlerorden III. Klasse mit Schleife und der Kronenorden II. Klasse verliehen.
Als Erbe hinterließ er seinen Nachfahren den Gutsbesitz von Reitwein, einen umfangreichen landwirtschaftlichen Betrieb in der Größe von 816 ha.

### Familie
Am 19. April 1877 heiratete Günther Reichsgraf Finck von Finckenstein Henriette Gräfin von der Schulenburg (* 7. August 1858; † 27. Mai 1939), eine Tochter von Bernhard von der Schulenburg und Metta geb. Freiin von Eckardstein.
Das Paar hatte mehrere Kinder:
- Luise-Henritte Metta Marie Elisabeth (* 20. April 1884; † 3. Februar 1979)
- Metta Elisabeth Marie Selma (* 28. August 1885; † 30. April 1924)
- Erdmuthe Henriette Sophie Viktoria (* 2. März 1887, † 3. März 1968)
- Christoph Günther Rudolf (* 14. März 1889; † 1. September 1914)
- Günther Friedrich Karl (* 27. März 1891; † 25. Juni 1927)
- Gertrud Elise Eheregott Henriette (* 20. März 1897; † 25. November 1989)

Heinrich Finck von Finckenstein (1855–1939) war sein Bruder, Heinrich Georg Graf Fink von Finkenstein (1894–1984) sein Neffe.